# Enissa Amani

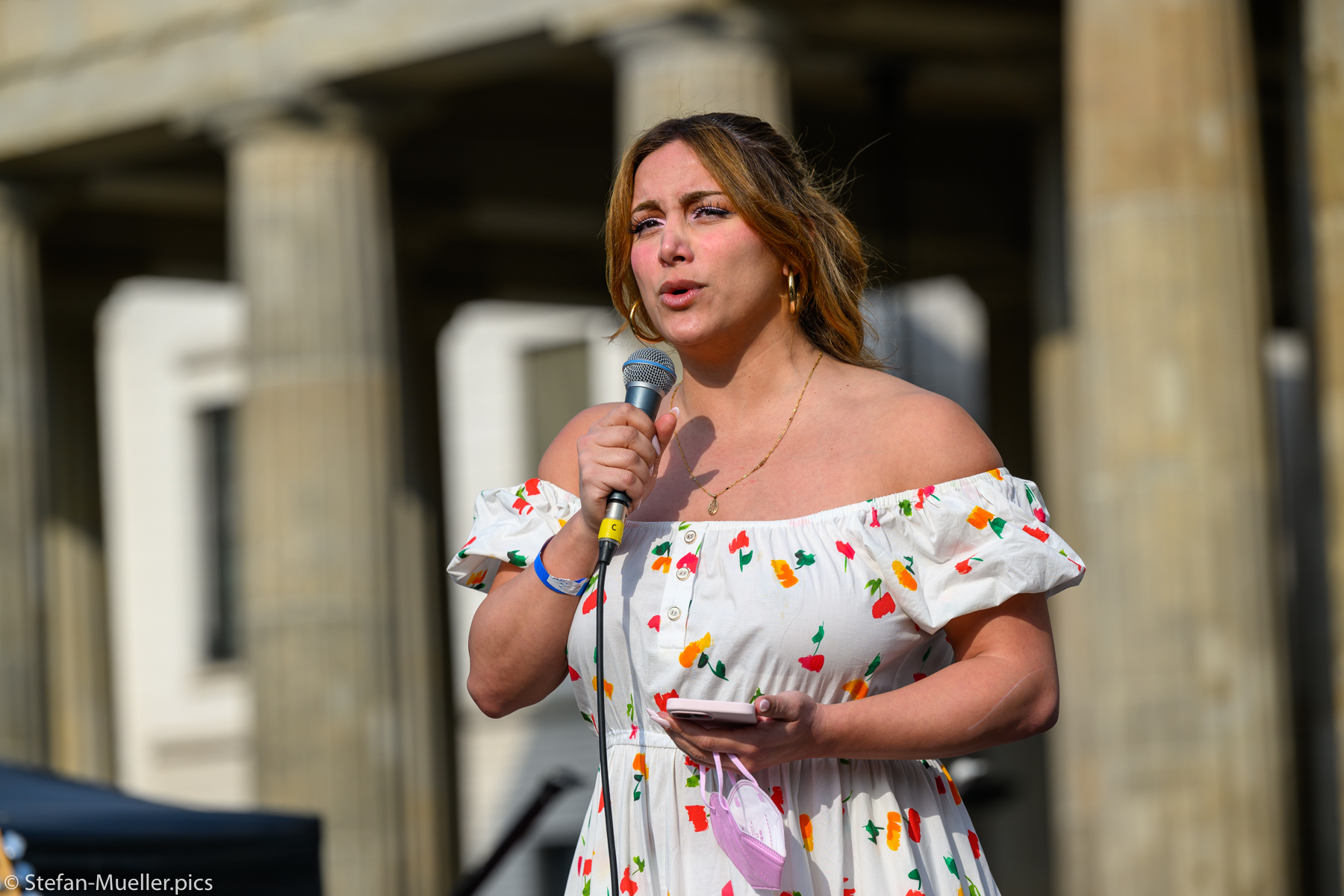
Enissa Amani (2022)

Enissa Amani (vollständiger Name Sahar-Enissa Amani v. Seyed Abadi; persisch سحر انیسا امانی; * 8. Dezember 1981 in Teheran) ist eine iranisch-deutsche Komikerin, Schauspielerin und Aktivistin.

## Leben und Karriere
Enissa Amani wurde 1981 als Tochter eines Literaturwissenschaftlers und einer Ärztin in Teheran geboren. Da ihre sozialistisch eingestellten Eltern politisch verfolgt wurden, floh die Familie 1985 aus der Islamischen Republik Iran nach Frankfurt am Main. Nach dem Abitur im Jahr 2003 begann sie ein Jurastudium, wechselte dann aber zu Literaturwissenschaften. Nebenbei jobbte sie im Kosmetikbereich. In den Jahren 2004 und 2005 arbeitete sie außerdem als Flugbegleiterin. Seit 2006 lebt sie in Köln.
Amani trat bei einigen Schönheitswettbewerben an und wurde zur Miss 24.de, zur Vize-Miss Westdeutschland und Miss Tourism Iran gekürt. Einen Monat lang präsentierte sie Kleidung und Kosmetik auf dem Sender QVC. Mitte 2013 begann sie mit der Stand-up-Comedy auf einer offenen Bühne und hatte kurze Zeit später Auftritte bei NightWash, TV total, Satire Gipfel und StandUpMigranten. Sie ging mit RebellComedy erstmals auf Tournee. Im Jahr 2014 wurde sie für den Prix Pantheon (Jurypreis) nominiert. Im Januar 2015 nahm sie am RTL Comedy Grand Prix teil. 2015 war sie als Kandidatin der RTL-Show Let’s Dance zu sehen; ihr Partner war Christian Polanc. Das Paar belegte den vierten Platz.
2016 moderierte Enissa Amani mit Studio Amani auf ProSieben ihre erste Late-Night-Show, von der von März bis Mai acht Folgen ausgestrahlt wurden. Die Sendung sollte tagesaktuelle Kommentare, Stand-up-Comedy und Talkshow vereinen, darin thematisierte Amani unter anderem Migration, Social Media, Werbespots und alte Internetfotos. Spiegel.de schrieb dazu, der Höhepunkt der Sendung sei ein Kulturbattle gewesen, bei dem „Amani teils auch derbe austeilte, auch unter die Gürtellinie ging und Klischees ausnutzte“.
Im Oktober 2016 moderierte sie die 1LIVE Köln Comedy-Nacht XXL. Ab Dezember 2016 war bei ProSieben eine Sketch-Show mit dem Titel ‘nissa – Geschichten aus dem Leben zu sehen. Amani erzählte hierbei in vier Folgen Geschichten aus ihrem Leben und wurde dabei unter anderem von Sabine Vitua in der Rolle ihrer Psychotherapeutin unterstützt. Aufgrund von unterschiedlichen inhaltlichen Auslegungen für die Zukunft trennten sich Amani und der Sender.
Seit April 2018 ist ein Comedy-Special mit dem Titel Ehrenwort beim Streamingdienst Netflix abrufbar. Die Aufzeichnung fand im St. Pauli Theater in Hamburg statt. Damit ist sie die erste deutsche Comedienne, die auf Netflix ihr Programm anbietet. 2019 wurde ein 30-minütiger Auftritt für die Netflix-Reihe Comedians der Welt veröffentlicht. Im April 2019 gehörte sie bei der Preisverleihung der About You Awards, die auf ProSieben übertragen wurde, zu den neun Jury-Mitgliedern und moderierte die Kategorie Comedy.

## Aktivismus
Seit 2019 arbeitet sie als Aktivistin für Menschenrechte in Deutschland, Afghanistan und Iran sowie gegen Rassismus, Sexismus, Antisemitismus und antimuslimischen Rassismus. Sie hielt Reden am Frankfurter Römerberg für Black Lives Matter im Jahr 2020 und bei Woman Life Freedom im Jahr 2022.
Im Februar 2021 produzierte Amani die Diskussionssendung Die beste Instanz mit Natasha A. Kelly, Nava Zarabian, Max Czollek, Gianni Jovanovic und Mohamed Amjahid. Die Sendung war eine Antwort auf eine Folge der WDR-Talkshow Die letzte Instanz, in der über Rassismus diskutiert worden war, ohne dass die Gäste besondere Kenntnis zum Thema besaßen. Amani wollte dem eine Sendung entgegensetzen, in der Gäste mit relevanter eigener Erfahrung und fundierter Sachkenntnis das Thema diskutieren. Dafür wurde sie 2021 mit dem Grimme Online Award ausgezeichnet.
2022 setzt sich Amani als Orange-The-World-Botschafterin von UN Women Deutschland gegen Gewalt gegen Frauen ein. Im Jahr 2023 war Enissa Amani Schirmfrau des Human Rights Film Festival Berlins.

## Privat
Amani ist mit dem Rapper Jalil verheiratet.

## Kontroversen
Die Journalistin Anja Rützel kritisierte im April 2019 bei Spiegel online einen Auftritt Amanis, bei dem sie sich darüber beklagt hatte, dass man sie manchmal als Komikerin bezeichne. Amani sagte während ihres Monologs auf der Bühne, sie wolle „nach Nicaragua auswandern und Papayas züchten“, wenn man sie nochmal Komikerin nenne. Rützel fand den Auftritt, der als Stand-up-Comedy-Einlage gedacht war, nicht lustig. Sie schrieb deshalb am Schluss ihrer Kolumne: „Nur noch einmal zur Sicherheit: Komikerin.“ Amani warf Rützel daraufhin bei Instagram Rassismus vor und löste einen Shitstorm ihrer Fans gegen Rützel aus. Dem Deutschlandfunk sagte die Leiterin des Kulturressorts der Süddeutschen Zeitung, Sonja Zekri, sie sei erstaunt von der „enormen Humorlosigkeit“ Amanis.
2019 bezeichnete Amani den AfD-Landtagsabgeordneten Andreas Winhart in sozialen Medien für dessen rassistische Aussagen u. a. als „Idiot, Bastard und Rassisten“. Dafür sollte sie nach eigenen Angaben eine Geldstrafe in Höhe von 1800 Euro zahlen. Um darauf aufmerksam zu machen, dass Winharts Aussagen für ihn ohne Konsequenzen blieben, werde sie nicht zahlen, sondern 40 Tage Ersatzfreiheitsstrafe antreten. Die zuständige Staatsanwaltschaft in Köln erklärte auf Nachfrage des Stern im Januar 2024, dass das Vollstreckungsverfahren mit Verfügung des Rechtspflegers vom 20. November 2023 als erledigt ausgetragen wurde, da die Tilgung der Geldstrafe festgestellt worden sei.

## Filmografie (Auswahl)

### Filme und Serien
- 2015: Alarm für Cobra 11 (Fernsehserie, eine Folge)
- 2015: Fack ju Göhte 2
- 2016: SMS für dich
- 2019: Morgen sind wir frei[25][26]
- 2022: DC League of Super-Pets (Stimme für Whiskers)

### Fernsehauftritte
- 2013–2014: StandUpMigranten (EinsPlus)
- 2014: Satire Gipfel (Das Erste)
- 2014: Comedy mit Karsten (MDR)
- 2014: TV total (Pro7)
- 2015: Der RTL Comedy Grand Prix (RTL)
- 2015: Let’s Dance (RTL)
- 2016: Studio Amani (Pro7, 8 Folgen)
- 2016: ’Nissa – Geschichten aus dem Leben (Pro7, 4 Folgen)
- 2018: Ehrenwort (Netflix)
- 2018: Hart aber fair (Das Erste)
- 2019: Comedians der Welt (Netflix)
- 2022: Die Anstalt (ZDF, Folge 71 IRANstalt)
- 2022: Böhmi brutzelt (ZDF)
- 2024: Hart aber fair (Das Erste)

## Tourneen
- 2015: Zwischen Chanel und Che Guevara[27]
- 2018: Mainblick
- 2019: Krassismus
- 2020: The German Girl

## Auszeichnungen
- 2015: Deutscher Comedypreis als Bester Newcomer[28]
- 2019: Glamour Magazin Award für Charakter des Jahres 2019[29]
- 2021: Grimme Online Award in der Kategorie „Spezial“ für die Diskussionssendung Die beste Instanz[30][16]
- 2022: Recklinghäuser Hurz, Hauptpreis „Der-Wolf-und-das-Lamm-Hurz“[31]
- 2022: Hamza Kurtovic Award für Arbeit gegen Rassismus[32]
- 2022: Edition F Award für mutigste Frauen[33]
- Emotion Award für Aktivismus

## Veröffentlichung
- Nicht ohne meine High Heels. Rowohlt, 2018, ISBN 978-3-499-63124-5.